# Ecliptoides
Ecliptoides is een kevergeslacht uit de familie van de boktorren (Cerambycidae). De wetenschappelijke naam van het geslacht werd voor het eerst geldig gepubliceerd in 2005 door Tavakilian & Peñaherrera.

## Soorten
Ecliptoides omvat de volgende soorten:
- Ecliptoides azadi (Tavakilian & Peñaherrera, 2003)
- Ecliptoides bauhiniae (Peñaherrera & Tavakilian, 2004)
- Ecliptoides bivitticollis (Fisher, 1952)
- Ecliptoides eunomia (Newman, 1841)
- Ecliptoides fanchonae (Tavakilian & Peñaherrera, 2003)
- Ecliptoides giuglarisi (Peñaherrera & Tavakilian, 2004)
- Ecliptoides hogani Martins, Santos-Silva & Clarke, 2012
- Ecliptoides hovorei (Tavakilian & Peñaherrera, 2003)
- Ecliptoides julietae Clarke, 2009
- Ecliptoides lauraceae (Peñaherrera & Tavakilian, 2004)
- Ecliptoides monostigma (Bates, 1869)
- Ecliptoides pilosipes (Peñaherrera & Tavakilian, 2004)
- Ecliptoides plaumanni (Fuchs, 1961)
- Ecliptoides pseudovicinus Clarke, 2013
- Ecliptoides pusillus (Gounelle, 1911)
- Ecliptoides quadrivittatus (Melzer, 1922)
- Ecliptoides rouperti (Tavakilian & Peñaherrera, 2005)
- Ecliptoides rufulus (Melzer, 1934)
- Ecliptoides schmidi Martins, Santos-Silva & Clarke, 2012
- Ecliptoides tavakiliani Martins, Santos-Silva & Clarke, 2012
- Ecliptoides titoi Clarke, 2009
- Ecliptoides vargasi Clarke, 2009
- Ecliptoides vasconezi (Peñaherrera & Tavakilian, 2004)
- Ecliptoides vicinus (Melzer, 1927)